# Orelský front
Orelský front (rusky Орловский фронт) byl název vojenské formace Rudé armády za druhé světové války.

## Historie
Orelský front byl zřízen 27. března 1943 podle rozkazu Hlavního stanu z 24. března z 3. armády Středního, 61. armády Západního frontu a 15. letecké armády zrušeného Kurského frontu. Už 28. března 1943 byl přejmenován na Brjanský front.
Opakované přejmenování štábu bývalého Brjanského frontu (Brjanský – Záložní – Kurský – Orelský front) a změny podřízených vojsk koncem března 1943 byly důsledkem nejistoty generálního štábu a Hlavního stanu v odhadu budoucího vývoje situace.

## Podřízené jednotky
- 3. armáda (27. – 28. března 1943)
- 61. armáda (27. – 28. března 1943)
- 15. letecká armáda (27. – 28. března 1943)

## Velení
Velitel
- 27. – 28. března 1943 generálplukovník Max Andrejevič Rejter

Člen vojenské rady
- 27. – 28. března 1943 generálporučík tankových vojsk Ivan Zacharovič Susajkov

Náčelník štábu
- 27. – 28. března 1943 generálporučík Leonid Michajlovič Sandalov

| Předchůdce                  |                                                    | Nástupce                      |
| velitelství Kurského frontu | velitelství Orelského frontu 27. – 28. března 1943 | velitelství Brjanského frontu |

| Předchůdce |                                     | Nástupce       |
| -          | Orelský front 27. – 28. března 1943 | Brjanský front |